# Sis sonates per a violí op. 5 (Vivaldi)
Antonio Vivaldi va escriure un conjunt de Sis sonates per a violí, op. 5, publicades l'any 1716 a Amsterdam per Jeanne Roger. Quatre sonates són per a violí i dues sonates, per a dos violins i baix continu (trio sonates). En algun llistat, enumeren totes les sonates per a violí, i les de l'opus 5 serien les núms. 13 a 18.

## Estructura de les sonates
Les quatre primeres sonates són per a violí i baix continu. Les dues darreres, són trio sonates, per a dos violins i baix continu. Es presenten els moviments de cada sonata (n'hi ha quatre que tenen 3 moviments i dues que tenen 4 moviments) i el que pot durar la seva interpretació.

### Sonates per a violí
Les quatre primeres són sonates per a violí i baix continu.
- «Sonata núm. 1 en fa major, RV 18» (núm. 13)

Té quatre moviments.
1. Preludio (2'21")
2. Corrente (1'19")
3. Sarabanda (2'14")
4. Giga (1'55")

- «Sonata núm. 2 en la major, RV 30» (núm. 14)

1. Preludio (3'05")
2. Corrente (1'40")
3. Gavotta (1'57")

- «Sonata núm. 3 en si bemoll major, RV 33» (núm. 15)

Té quatre moviments.
1. Preludio (2'36")
2. Alllemanda (2'04")
3. Corrente (1'59")
4. Gavotta (1'36")

- «Sonata núm. 4 en si menor, RV 35» (núm. 16)

1. Preludio (3'47")
2. Allemanda (2'38")
3. Corrente (2'03")

### Trio sonates per a violí
Les dues darreres són sonates per a dos violins i baix continu.
- «Sonata núm. 5 en si bemoll major, RV 76» (núm. 17)

1. Preludio (4'00")
2. Allemanda (2'40")
3. Corrente (2'56")

- «Sonata núm. 6 en sol menor, RV 72» (núm. 18)

1. Preludio (3'23"): Largo
2. Allemanda (2'39"): Allegro
3. Aire - Minuetto (1'36"): Allegro